# Ciego de Ávila
Ciego de Ávila – miasto na Kubie, stolica prowincji Ciego de Ávila. Liczy około 86,1 tys. mieszkańców. Zostało założone w 1840.

W mieście rozwinął się przemysł spożywczy, odzieżowy, obuwniczy, maszynowy, metalowy. Ośrodek turystyczny. W mieście znajduje się port lotniczy Ciego de Ávila.